# Belgien i olympiska vinterspelen 1928
Belgien deltog med 25 deltagare vid de olympiska vinterspelen 1928 i Sankt Moritz. Totalt vann de en bronsmedalj.

## Medaljer

### Brons
- Robert Van Zeebroeck - Konståkning.